# Billy Slater

a Compétitions nationales et continentales officielles uniquement.

b Matchs officiels uniquement.
Billy Slater, né le 18 juin 1983 à Nambour, Queensland, est un joueur australien de rugby à XIII qui évolue dans le club des Melbourne Storm. Il est également international australien et dispute avec les Queensland Maroons le State of Origin. Il joue au poste d'arrière et plus rarement à celui de centre ou d'ailier.
Billy Slater commence sa carrière professionnelle en 2003 avec les Melbourne Storm. La même année, il est élu meilleur rookie de l'année. L'année suivante, il débute sous les couleurs du Queensland dans le State of Origin durant lequel il marque un des plus beaux essais de l'histoire de cette compétition. En 2007, il remporte son premier titre de NRL avec les Melbourne Storm. Il est sélectionné en équipe d'Australie pour jouer la coupe du monde de rugby à XIII 2008. En 2009, Slater est élu meilleur joueur de l'année en remportant le Golden Boot Award.

## Palmarès

### En tant que joueur
- Collectif :
  - Vainqueur de la Coupe du monde : 2013 et 2017.
  - Vainqueur du State of Origin : 2008, 2009, 2010, 2011, 2012, 2013, 2015 et 2017 (Queensland).
  - Vainqueur du Tournoi des Quatre Nations : 2009 & 2011.
  - Vainqueur du World Club Challenge : 2013 et 2018 (Melbourne Storm).
  - Vainqueur du National Rugby League : 2012 et 2017.
  - Finaliste de la National Rugby League : 2018 (Storm de Melbourne).
- Individuel :
  - Élu Golden Boot  : 2008.
  - Meilleur joueur du State of Origin : 2010 et 2018 (Queensland) - Wally Lewis Medal.
  - Élu meilleur joueur de la finale de la National Rugby League : 2009 et 2017 (Melbourne Storm).
  - Élu meilleur arrière de la National Rugby League : 2008, 2011 et 2017 (Storm de Melbourne).
  - Meilleur marqueur d'essais de la Coupe du monde : 2008 (Australie).

### Détails

#### En sélection
| Année | Compétition    | Rang      | Résultats Australie | Résultats B. Slater | Matchs B. Slater |
| ----- | -------------- | --------- | ------------------- | ------------------- | ---------------- |
| 2008  | Coupe du monde | Finaliste | 4 v, 0 n, 1 d       | 3 v, 0 n, 1 d       | 4/5              |
| 2009  | Quatre Nations | Vainqueur | 3 v, 1 n, 0 d       | 2 v, 1 n, 0 d       | 3/4              |
| 2010  | Quatre Nations | Finaliste | 3 v, 0 n, 1 d       | 2 v, 0 n, 1 d       | 3/4              |
| 2011  | Quatre Nations | Vainqueur | 4 v, 0 n, 0 d       | 2 v, 0 n, 0 d       | 2/4              |
| 2013  | Coupe du monde | Vainqueur | 6 v, 0 n, 0 d       | 4 v, 0 n, 0 d       | 4/6              |
| 2017  | Coupe du monde | Vainqueur | 6 v, 0 n, 0 d       | 5 v, 0 n, 0 d       | 5/6              |

#### En sélection représentative
| Année | Compétition     | Rang      | Résultats Sélection | Résultats B. Slater | Matchs B. Slater |
| ----- | --------------- | --------- | ------------------- | ------------------- | ---------------- |
| 2004  | State of Origin | Perdant   | 1 v, 0 n, 2 d       | 1 v, 0 n, 2 d       | 3/3              |
| 2005  | State of Origin | Perdant   | 1 v, 0 n, 2 d       | 1 v, 0 n, 1 d       | 2/3              |
| 2008  | State of Origin | Vainqueur | 2 v, 0 n, 1 d       | 0 v, 0 n, 1 d       | 1/3              |
| 2009  | State of Origin | Vainqueur | 2 v, 0 n, 1 d       | 2 v, 0 n, 1 d       | 3/3              |
| 2010  | State of Origin | Vainqueur | 3 v, 0 n, 0 d       | 3 v, 0 n, 0 d       | 3/3              |
| 2011  | State of Origin | Vainqueur | 2 v, 0 n, 1 d       | 2 v, 0 n, 1 d       | 3/3              |
| 2012  | State of Origin | Vainqueur | 2 v, 0 n, 1 d       | 1 v, 0 n, 1 d       | 2/3              |
| 2013  | State of Origin | Vainqueur | 2 v, 0 n, 1 d       | 2 v, 0 n, 1 d       | 3/3              |
| 2014  | State of Origin | Perdant   | 1 v, 0 n, 2 d       | 1 v, 0 n, 2 d       | 3/3              |
| 2015  | State of Origin | Vainqueur | 2 v, 0 n, 1 d       | 1 v, 0 n, 1 d       | 2/3              |
| 2017  | State of Origin | Vainqueur | 2 v, 0 n, 1 d       | 1 v, 0 n, 1 d       | 2/3              |
| 2018  | State of Origin | Perdant   | 1 v, 0 n, 2 d       | 1 v, 0 n, 1 d       | 3/3              |

#### En club
| Saison                | Club                  | Compétition           | Matchs | Points | Essais | Buts | Drop |
| --------------------- | --------------------- | --------------------- | ------ | ------ | ------ | ---- | ---- |
| 2003                  | Melbourne Storm       | National Rugby League | 26     | 76     | 19     | 0    | 0    |
| 2004                  | Melbourne Storm       | National Rugby League | 22     | 56     | 14     | 0    | 0    |
| 2005                  | Melbourne Storm       | National Rugby League | 21     | 80     | 20     | 0    | 0    |
| 2006                  | Melbourne Storm       | National Rugby League | 15     | 20     | 5      | 0    | 0    |
| 2007                  | Melbourne Storm       | National Rugby League | 23     | 48     | 12     | 0    | 0    |
| 2008                  | Melbourne Storm       | National Rugby League | 24     | 56     | 14     | 0    | 0    |
| 2009                  | Melbourne Storm       | National Rugby League | 26     | 72     | 18     | 0    | 0    |
| 2010                  | Melbourne Storm       | National Rugby League | 22     | 40     | 10     | 0    | 0    |
| 2011                  | Melbourne Storm       | National Rugby League | 24     | 48     | 12     | 0    | 0    |
| 2012                  | Melbourne Storm       | National Rugby League | 21     | 64     | 16     | 0    | 0    |
| 2013                  | Melbourne Storm       | National Rugby League | 24     | 72     | 18     | 0    | 0    |
| 2014                  | Melbourne Storm       | National Rugby League | 22     | 48     | 12     | 0    | 0    |
| 2015                  | Melbourne Storm       | National Rugby League | 7      | 8      | 2      | 0    | 0    |
| 2016                  | Melbourne Storm       | National Rugby League | 1      | 0      | 0      | 0    | 0    |
| 2017                  | Melbourne Storm       | National Rugby League | 21     | 44     | 11     | 0    | 0    |
| 2018                  | Melbourne Storm       | National Rugby League | 20     | 28     | 7      | 0    | 0    |
| Total Melbourne Storm | Total Melbourne Storm | Total Melbourne Storm | 319    | 760    | 190    | 0    | 0    |

### En tant qu'entraîneur
- Collectif : 
  - Vainqueur du State of Origin : 2022 et 2023 (Queensland).